# Yosvany Veitía
Yosvany Veitía Soto (* 12. März 1992 in Sancti Spíritus) ist ein kubanischer Boxer.

## Karriere
Im Juniorenbereich (U19) gewann Veitía 2010 im Halbfliegengewicht (-48 kg) die Panamerikanischen Spiele in Santiago de los Caballeros.
2011 gewann Veitía erstmals die kubanischen Meisterschaften. Im selben Jahr errang er auch die Silbermedaille bei den Panamerikanischen Spielen in Guadalajara. Bei den Weltmeisterschaften im selben Jahr in Baku schied Veitía nach Siegen u. a. über Birschan Schaqypow, Kasachstan (21:11), im Viertelfinale gegen den späteren Bronzemedaillengewinner Pürewdordschiin Serdamba, Mongolei (RSC 1.), aus. 2012 startete Veitía bei den Olympischen Spielen in London. Nach einem Vorrundensieg über Billy Ward, Australien (26:4), schied er jedoch bereits im Achtelfinale gegen den Titelverteidiger Zhou Shiming, China (14:11), aus.
Bei den Weltmeisterschaften 2013 in Almaty erreichte Veitía das Halbfinale gegen Schaqypow, dem er diesmal mit 3:0 Punktrichterstimmen unterlag. Im Jahr darauf wechselte Veitía ins Fliegengewicht (-52 kg) und gewann in dieser die Zentralamerika- und Karibikspiele.
2015 startete Veitía im Fliegengewicht bei den Panamerikanischen Spielen in Toronto und erreichte wieder das Finale, in welchem er dem Amerikaner Antonio Vargas mit 3:0 Punktrichterstimmen unterlag.
Bei den Weltmeisterschaften 2015 in Doha erreichte Veitía nach Siegen über Achraf Kharroubi, Marokko (2:1), Ceiber Ávila, Kolumbien (3:0), und Hu Jianguan, China (3:0), das Finale gegen Elvin Məmişzadə, Aserbaidschan. Er unterlag diesem mit 3:0 Punktrichterstimmen und gewann somit die Silbermedaille. Mit diesem Erfolg qualifizierte sich Veitía für die Olympischen Spiele 2016, wo er im Viertelfinale ausschied.
Bei den Panamerikameisterschaften 2017 gewann er die Goldmedaille und qualifizierte sich damit für die Weltmeisterschaften 2017 in Hamburg. Dort gewann er ebenfalls die Goldmedaille, nachdem er sich im Finale gegen Jasurbek Latipov durchgesetzt hatte.

### World Series of Boxing
Mit dem ersten Start der kubanischen Boxnationalmannschaft als Cuba Domadores in der World Series of Boxing in der Saison 2013/14 kämpfte auch Yosvany Veitía in dieser Weltliga. In seiner ersten Saison gewann er alle sechs Kämpfe, in denen er eingesetzt wurde. Darunter war auch ein Sieg im Finale gegen die Azerbaijan Baku Fires, welches die Cuba Domadores gewannen.
In der Saison 2015 gewann Veitía alle sieben Kämpfe in der laufenden Saison. Er belegte damit in der Rangliste seiner Gewichtsklasse in dieser Saison den ersten Platz. Im Finalkampf der Cuba Domadores gegen die Astana Arlans, verlor Veitía gegen Olzhas Sattibayev und auch seine Mannschaft konnte ihren Titel nicht verteidigen.